# Шпинель, Владимир Семёнович
Влади́мир Семёнович Шпине́ль (4 октября 1911, Белая Церковь — 24 июня 2011, Москва) — советский и украинский физик-ядерщик, изобретатель центрифужного метода разделения изотопов урана, профессор физического факультета МГУ, заслуженный деятель науки Российской Федерации (1992), начальник лаборатории НИИ ядерной физики имени Д. В. Скобельцына МГУ.

## Биография
Родился в семье банковского служащего (впоследствии бухгалтера в типографии) Симона Соломоновича (Симона-Менделя Шмуль-Иосевича) Шпинеля (?—1928), мать — Хана Пейсаховна (1883—1965).
В 1922 году семья переехала в Киев. В 1927 году Владимир Семёнович окончил трудовую школу и поступил в Киевскую гидромелиоративную школу, которую окончил в 1930 году, после окончания которой работал в различных мелиоративных службах. В 1931 году поступил на физико-математический факультет Киевского университета, который окончил в 1936 году как физик-экспериментатор. Учёбу совмещал с работой в Государственном гидрометеорологическом институте.
В 1935 приехал в Харьков, в Украинский физико-технический институт (УФТИ), где выполнил дипломную работу . В 1930-е годы УФТИ был одним из ведущих научных центров, в котором работало целое созвездие выдающихся физиков. Сначала Шпинель работал как теоретик (под руководством Л. Д. Ландау), затем стал заниматься исследованиями в области экспериментальной ядерной физики. В 1936—1939 году В.С.Шпинель учится в аспирантуре УФТИ под руководством профессора Ф. Ф. Ланге
Свою первую научную статью «О постройке и работе импульсного генератора и трубки на 4 миллиона вольт» Шпинель опубликовал в 1938 году, а в 1940 году защитил кандидатскую диссертацию по теме «Импульсный генератор на 5 МВ и разрядная трубка на 4 МВ» и был зачислен научным сотрудником в Лабораторию ударных напряжений, которая позднее вошла в состав УФТИ. 
В годы Великой Отечественной войны УФТИ был эвакуирован в Алма-Ату, где Владимир Семёнович выполнял ряд практических работ для цветной металлургии и читал лекции по ядерной физике в университете.
С апреля 1944 года переведён старшим научным сотрудником в Институт теоретической геофизики АН СССР в Москве. Одновременно по приглашению Д. В. Скобельцына работал на кафедре атомного ядра физического факультета МГУ с июня 1945 на постоянной основе. С момента организации 2-го НИФИ при МГУ, впоследствии НИИ ядерной физики — старший научный сотрудник. Один из организаторов лаборатории ядерной спектроскопии в этом институте, которой руководил с 1952 года.
В 1986 году по возрасту он оставил руководство лаборатории, но продолжил работу в должности главного научного сотрудника до конца своих дней. Несмотря на возраст, он регулярно публиковал новые научные результаты. Последняя статья опубликована в 2010 году в журнале Physica C, без соавторов, на 99-м году жизни.
Скончался, немного не дожив до 100-летнего юбилея. Похоронен в Москве на Востряковском кладбище.
Жена — Леонора (Элеонора) Григорьевна Шпинель (урожд. Залкинд; 1915, Николаев—2002, Москва). Дочь — Ирина Владимировна Шпинель (род. 1947). Внучка — Анна Григоревна Петрова (урожд. Година; род. 1973).
Брат жены — Яков Григорьевич Залкинд, был репрессирован. Также (как ЧСИР) была репрессирована ее сестра, Раиса Григорьевна Залкинд (1909 —1996).

## Научные результаты
Во время учёбы в аспирантуре в 1937 году в соавторстве со своим руководителем Ф. Ф. Ланге и Г. Кон-Петерсом Владимир Семёнович построил оригинальный импульсный ускоритель электронов на 5 МэВ, таким образом получив впервые мощный импульсный источник тормозного излучения и источник фотонейтронов из бериллия с интенсивностью в импульсе,'эквивалентной 1 г радий-бериллиевого источника нейтронов.
С использованием этого ускорителя начались исследования искусственной радиоактивности. Выполнялся поиск короткоживущих изомерных состояний ядер, возбуждение ядер гамма-квантами и электронами. Отрабатывались радиохимические методы выделения радиоактивных изотопов. В 1940 году В. С. Шпинель одним из первых наблюдал возбуждение ядерной изомерии тормозным излучением, имеющее существенное значение для изучения электромагнитных свойств ядер.
В 1940 году в СССР была создана Комиссия по проблеме урана и началась работа над Атомным проектом. В том же 1940 году В. С. Шпинель и В. А. Маслов, который также работал под руководством Ф. Ланге, предложили решение сразу двух важнейших задач, связанных с созданием атомной бомбы. Первая — метод разделения изотопов урана центрифугированием для получения обогащённой смеси, содержащей в достаточном количестве Уран-235:
№ 76. Заявка на изобретение Ф. Ланге, В. А. Маслова, В. С. Шпинеля «Способ приготовления урановой смеси, обогащенной ураном с массовым числом 235. Многокамерная центрифуга». [Не ранее 17 октября — не позднее 31 декабря 1940] .
Вторая задача предполагала разработку самой конструкции атомной бомбы. Их предложения были названы преждевременными и даже фантастическими. Только через шесть лет на эти заявки обратили внимание, и было принято решение о выдаче В.С.Шпинелю (В.А. Маслов погиб на войне) авторских свидетельств на изобретения «Об использовании урана в качестве взрывчатого и отравляющего вещества» и по обогащению урана центрифугированием.

## Сочинения
- Резонанс гамма-лучей в кристаллах. — М., 1969.

## Награды
- медаль «За трудовую доблесть» (1951)
- медаль «За доблестный труд в Великой Отечественной войне 1941—1945 гг.» (1990)
- медаль «Ветеран труда» (1985)
- медаль «Советско-Китайская дружба» (1957) (КНР)
- звание «Заслуженный деятель науки Российской Федерации» (31 декабря 1992 г.) — за заслуги в научной деятельности
- в 1994-96 г.г. он получал Государственную научную стипендию для выдающихся учёных России.